# Штрунер, Филипп
Филипп Штрунер (нем. Philipp Struner) — австрийский шахматист.
Чемпион Австрии 1965 г.
В составе сборной Австрии участник Кубка Клары Бенедикт 1966 г.
Участник международного турнира в Граце (1961 г.).

## Спортивные результаты
| Год  | Город           | Соревнование                             | + | − | = | Результат | Место |
| ---- | --------------- | ---------------------------------------- | - | - | - | --------- | ----- |
| 1961 | Грац            | Международный турнир                     | 1 | 6 | 4 | 3 из 11   | 11—12 |
| 1965 | Бург-Оттенштайн | Чемпионат Австрии                        |   |   |   | 9½ из 13  | 1     |
| 1966 | Бруннен (Швиц)  | Кубок Клары Бенедикт                     | 0 | 4 | 0 | 0 из 4    |       |
|      | Венеция         | Матч Венеция — Грац (против Э. Сабадоша) | 0 | 1 | 1 | ½ из 2    |       |